# Lionel Mallier
Lionel Mallier (Grenoble, 6 marzo 1974) è un rugbista a 15 francese, dilettante dal 2010 nelle file dell'Annonay.

## Biografia
Cresciuto nel Grenoble, si trasferì nel 1997 al Brive: nel periodo di permanenza in tale club ebbe anche le sue esperienze internazionali con la Francia, concentrate tra il 1999 e il 2000: esordiente in un test match contro la Romania, disputò un incontro alla successiva Coppa del Mondo di rugby 1999; scese anche in campo nel Sei Nazioni 2000, disputando il suo ultimo incontro internazionale il 1º aprile contro l'Italia.
Dal 2000 ha militato per un biennio al Pau, poi per un altro biennio al Perpignano, poi di nuovo al Brive; nel 2006 fu ingaggiato da Lione, club in cui rimase fino al 2010, anno del termine della sua attività professionistica.
Da allora milita nell'Annonay, squadra dilettantistica di Fédèrale 3, la quinta divisione nazionale.